# The Order (2001)
|  | Per a altres significats, vegeu «The Order (2024)». |

The Order és una pel·lícula estatunidenca dirigida per Sheldon Lettich l'any 2001 i doblada al català.

## Argument
Rudy Cafmeyer (Jean-Claude Van Damme), un tipus acostumat a viure en la línia de perill, ja sigui blanquejant diners a Brussel·les o robant artefactes privats a les màfies russes, decideix anar a Israel per trobar el seu pare - un eminent arqueòleg que ha descobert un manuscrit antic, l'únic capítol perdut d'un llibre sagrat que va pertànyer a una de les sectes més misterioses d'Israel, l'ordre de la unitat divina -que ha desaparegut en el transcurs d'unes investigacions arqueològiques, segrestat per una secta fanàtica. Ajudat per una dona, igualment prova de trobar un pergamí que té aquesta mateixa secta.

## Repartiment
- Jean-Claude Van Damme: Rudy Cafmeyer/Charles Le Vaillant
- Charlton Heston: Professor Finley
- Sofia Milos: Dalia
- Brian Thompson: Cyrus
- Ben Cross: Ben Ner
- Vernon Dobtcheff: Oscar
- Sasson Gabai: Yuri
- Alon Aboutboul: Avram
- David Leitch: inspector Mike Moran
- Abdel Qissi: un venedor